# El País (Urugwaj)
El País – urugwajska gazeta publikowana od 14 września 1918 roku na terenie całego kraju.
Gazeta została założona w Montevideo. Pierwszymi redaktorami byli Leonel Aguirre, Eduardo Rodríguez Larreta i Washington Beltrán Barbat. 